# Bahnstrecke Bon-Encontre–Vic-en-Bigorre
| Bahnhof Layrac um 1900 |                      |                                                     |                                                     |
| Streckennummer (SNCF): | 647 000              |                                                     |                                                     |
| Kursbuchstrecke (SNCF): | 176; 177             |                                                     |                                                     |
| Streckenlänge: | 129,8 km             |                                                     |                                                     |
| Spurweite: | 1435 mm (Normalspur) |                                                     |                                                     |
| Maximale Neigung: | 25 ‰                 |                                                     |                                                     |
| |                      |                                                     |                                                     |
| \| \| \| Bahnstrecke Bordeaux–Sète von Bordeaux-Saint-Jean \| \| \| \| 140,7 \| Bon-Encontre \| 51 m \| \| \| \| Bahnstrecke Bordeaux–Sète nach Sète \| \| \| \| 142,7 \| Garonne (367 m) \| Garonne (367 m) \| \| \| 144,5 \| Estressol (98 m) \| Estressol (98 m) \| \| \| 145,0 \| A 62 \| A 62 \| \| \| 145,5 \| Gers (34 m) \| Gers (34 m) \| \| \| 145,9 \| Layrac \| 52 m \| \| \| 150,0 \| Goulens \| 55 m \| \| \| 152,1 \| Gers (24 m) \| Gers (24 m) \| \| \| 153,8 \| Astaffort \| 59 m \| \| \| ~154,0 \| N 21 \| N 21 \| \| \| ~156,3 \| Département Lot-et-Garonne/Gers \| Département Lot-et-Garonne/Gers \| \| \| 162,8 \| Castex-Lectourois \| 71 m \| \| \| 171,1 \| Lectoure \| 87 m \| \| \| 172,3 \| Gers (36 m) \| Gers (36 m) \| \| \| 180,5 \| Fleurance \| 98 m \| \| \| ~180,7 \| D 654 (ehem. N 654) \| D 654 (ehem. N 654) \| \| \| ~182,3 \| N 21 \| N 21 \| \| \| 187,4 \| Montestruc-sur-Gers \| 102 m \| \| \| 188,1 \| Gers (36 m) \| Gers (36 m) \| \| \| ~188,4 \| N 21 \| N 21 \| \| \| 192,1 \| Sainte-Christie \| Sainte-Christie \| \| \| 196,6 \| Rambert-Preignan \| 117 m \| \| \| ~202,7 \| Bahnstrecke Eauze–Auch von Eauze \| Bahnstrecke Eauze–Auch von Eauze \| \| \| ~202,9 \| N 21 \| N 21 \| \| \| ~203,0 \| N 124 \| N 124 \| \| \| ~203,6 \| Bahnstrecke Saint-Agne–Auch von Toulouse \| Bahnstrecke Saint-Agne–Auch von Toulouse \| \| \| 204,9 \| Auch \| 136 m \| \| \| 205,6 \| Streckenende \| Streckenende \| \| \| ~205,6 \| D 626 (ehem. N 626) \| D 626 (ehem. N 626) \| \| \| ~207,8 \| D 929 (ehem. N 129) \| D 929 (ehem. N 129) \| \| \| 208,1 \| Gers (Brücke zerstört) \| Gers (Brücke zerstört) \| \| \| 214,3 \| Saint-Jean-le-Comtal \| 154 m \| \| \| ~216,1 \| N 21 \| N 21 \| \| \| 222,9 \| Ortholas \| 166 m \| \| \| 225,6 \| L’Isle-de-Noé \| 142 m \| \| \| 230,3 \| Grande-Baïse (zerstört) \| Grande-Baïse (zerstört) \| \| \| 233,5 \| Mirande \| 177 m \| \| \| 241,7 \| Viaduc de Laas (Osse, 253 m, zerstört) \| 202 m \| \| \| 242,2 \| Laas \| 205 m \| \| \| 246,3 \| Le Rouget \| 256 m \| \| \| 248,8 \| Bouès (22 m, zerstört) \| Bouès (22 m, zerstört) \| \| \| 249,0 \| Miélan \| 209 m \| \| \| 2580. \| Villecomtal-sur-Arros \| 176 m \| \| \| 258,6 \| Arros (52 m, zerstört) \| Arros (52 m, zerstört) \| \| \| ~260,5 \| Département Gers/Hautes-Pyrénées \| Département Gers/Hautes-Pyrénées \| \| \| ~261,7 \| N 21 \| N 21 \| \| \| 2630. \| Rabastens-de-Bigorre \| 215 m \| \| \| 267,7 \| Adour (52 m, zerstört) \| Adour (52 m, zerstört) \| \| \| \| Bahnstrecke Morcenx–Bagnères-de-Bigorre von Morcenx \| \| \| \| 270,42280. \| Vic-en-Bigorre \| 217 m \| \| \| \| Bahnstrecke Morcenx–Bagnères-de-Bigorre nach Tarbes \| \| |                      |                                                     |                                                     |
| Strecke |                      | Bahnstrecke Bordeaux–Sète von Bordeaux-Saint-Jean   | Bahnstrecke Bordeaux–Sète von Bordeaux-Saint-Jean   |
| Bahnhof | 140,7                | Bon-Encontre                                        | 51 m                                                |
| Abzweig geradeaus und nach links |                      | Bahnstrecke Bordeaux–Sète nach Sète                 | Bahnstrecke Bordeaux–Sète nach Sète                 |
| Brücke über Wasserlauf | 142,7                | Garonne (367 m)                                     | Garonne (367 m)                                     |
| Brücke über Wasserlauf | 144,5                | Estressol (98 m)                                    | Estressol (98 m)                                    |
| Strecke mit Straßenbrücke | 145,0                | A 62                                                | A 62                                                |
| Brücke über Wasserlauf | 145,5                | Gers (34 m)                                         | Gers (34 m)                                         |
| Dienststation / Betriebs- oder Güterbahnhof | 145,9                | Layrac                                              | 52 m                                                |
| ehemaliger Haltepunkt / Haltestelle | 150,0                | Goulens                                             | 55 m                                                |
| Brücke über Wasserlauf | 152,1                | Gers (24 m)                                         | Gers (24 m)                                         |
| ehemaliger Bahnhof | 153,8                | Astaffort                                           | 59 m                                                |
| Strecke mit Straßenbrücke | ~154,0               | N 21                                                | N 21                                                |
| Grenze | ~156,3               | Département Lot-et-Garonne/Gers                     | Département Lot-et-Garonne/Gers                     |
| ehemaliger Haltepunkt / Haltestelle | 162,8                | Castex-Lectourois                                   | 71 m                                                |
| ehemaliger Bahnhof | 171,1                | Lectoure                                            | 87 m                                                |
| Brücke über Wasserlauf | 172,3                | Gers (36 m)                                         | Gers (36 m)                                         |
| Dienststation / Betriebs- oder Güterbahnhof | 180,5                | Fleurance                                           | 98 m                                                |
| Bahnübergang | ~180,7               | D 654 (ehem. N 654)                                 | D 654 (ehem. N 654)                                 |
| Strecke mit Straßenbrücke | ~182,3               | N 21                                                | N 21                                                |
| ehemaliger Haltepunkt / Haltestelle | 187,4                | Montestruc-sur-Gers                                 | 102 m                                               |
| Brücke über Wasserlauf | 188,1                | Gers (36 m)                                         | Gers (36 m)                                         |
| Bahnübergang | ~188,4               | N 21                                                | N 21                                                |
| Dienststation / Betriebs- oder Güterbahnhof | 192,1                | Sainte-Christie                                     | Sainte-Christie                                     |
| ehemaliger Haltepunkt / Haltestelle | 196,6                | Rambert-Preignan                                    | 117 m                                               |
| Abzweig geradeaus und ehemals von rechts | ~202,7               | Bahnstrecke Eauze–Auch von Eauze                    | Bahnstrecke Eauze–Auch von Eauze                    |
| Strecke mit Straßenbrücke | ~202,9               | N 21                                                | N 21                                                |
| Strecke mit Straßenbrücke | ~203,0               | N 124                                               | N 124                                               |
| Abzweig geradeaus und von links | ~203,6               | Bahnstrecke Saint-Agne–Auch von Toulouse            | Bahnstrecke Saint-Agne–Auch von Toulouse            |
| Bahnhof | 204,9                | Auch                                                | 136 m                                               |
| | 205,6                | Streckenende                                        | Streckenende                                        |
| Bahnübergang (Strecke außer Betrieb) | ~205,6               | D 626 (ehem. N 626)                                 | D 626 (ehem. N 626)                                 |
| Bahnübergang (Strecke außer Betrieb) | ~207,8               | D 929 (ehem. N 129)                                 | D 929 (ehem. N 129)                                 |
| Strecke unter Wasserlauf (Strecke außer Betrieb) (im Tunnel) | 208,1                | Gers (Brücke zerstört)                              | Gers (Brücke zerstört)                              |
| Haltepunkt / Haltestelle (Strecke außer Betrieb) | 214,3                | Saint-Jean-le-Comtal                                | 154 m                                               |
| Strecke mit Straßenbrücke (Strecke außer Betrieb) | ~216,1               | N 21                                                | N 21                                                |
| Haltepunkt / Haltestelle (Strecke außer Betrieb) | 222,9                | Ortholas                                            | 166 m                                               |
| Bahnhof (Strecke außer Betrieb) | 225,6                | L’Isle-de-Noé                                       | 142 m                                               |
| Strecke unter Wasserlauf (Strecke außer Betrieb) (im Tunnel) | 230,3                | Grande-Baïse (zerstört)                             | Grande-Baïse (zerstört)                             |
| Bahnhof (Strecke außer Betrieb) | 233,5                | Mirande                                             | 177 m                                               |
| Strecke unter Wasserlauf (Strecke außer Betrieb) (im Tunnel) | 241,7                | Viaduc de Laas (Osse, 253 m, zerstört)              | 202 m                                               |
| Bahnhof (Strecke außer Betrieb) | 242,2                | Laas                                                | 205 m                                               |
| Haltepunkt / Haltestelle (Strecke außer Betrieb) | 246,3                | Le Rouget                                           | 256 m                                               |
| Strecke unter Wasserlauf (Strecke außer Betrieb) (im Tunnel) | 248,8                | Bouès (22 m, zerstört)                              | Bouès (22 m, zerstört)                              |
| Bahnhof (Strecke außer Betrieb) | 249,0                | Miélan                                              | 209 m                                               |
| Bahnhof (Strecke außer Betrieb) | 2580.                | Villecomtal-sur-Arros                               | 176 m                                               |
| Strecke unter Wasserlauf (Strecke außer Betrieb) (im Tunnel) | 258,6                | Arros (52 m, zerstört)                              | Arros (52 m, zerstört)                              |
| Grenze (Strecke außer Betrieb) | ~260,5               | Département Gers/Hautes-Pyrénées                    | Département Gers/Hautes-Pyrénées                    |
| Bahnübergang (Strecke außer Betrieb) | ~261,7               | N 21                                                | N 21                                                |
| Bahnhof (Strecke außer Betrieb) | 2630.                | Rabastens-de-Bigorre                                | 215 m                                               |
| Strecke unter Wasserlauf (Strecke außer Betrieb) (im Tunnel) | 267,7                | Adour (52 m, zerstört)                              | Adour (52 m, zerstört)                              |
| Abzweig ehemals geradeaus und von rechts |                      | Bahnstrecke Morcenx–Bagnères-de-Bigorre von Morcenx | Bahnstrecke Morcenx–Bagnères-de-Bigorre von Morcenx |
| ehemaliger Bahnhof | 270,42280.           | Vic-en-Bigorre                                      | 217 m                                               |
| Strecke |                      | Bahnstrecke Morcenx–Bagnères-de-Bigorre nach Tarbes | Bahnstrecke Morcenx–Bagnères-de-Bigorre nach Tarbes |

Die Bahnstrecke Bon-Encontre–Vic-en-Bigorre ist eine Eisenbahnstrecke im Südwesten Frankreichs. Sie besteht aus zwei unterschiedlichen Teilen. Der nördliche Abschnitt zwischen Bon-Encontre und Auch, der generell in Nord-Süd-Richtung verläuft, liegt in den Départements Lot-et-Garonne und Gers, ist im Streckenbestand der SNCF Réseau und wurde noch bis 2015 im Güterverkehr bedient; zurzeit findet nur Gelegenheitsverkehr statt.
Ab Auch geht es in südwestliche Richtung bis Vic-en-Bigorre. Dieser Teil der Strecke, der in den Départements Gers und Hautes-Pyrénées liegt, ist aufgehoben, vollständig abgebaut und teils überbaut. Während im nördlichen Abschnitt das Geländeprofil kontinuierlich, aber mäßig mit max. 10 ‰ ansteigt, ist das Gelände ab Auch ungleich hügeliger mit vielen Steigungen und Gefällestrecken mit jeweils bis zu 25 ‰. Die Kilometrierung wird in Bon-Encontre vom Bahnhof Bordeaux-Saint-Jean aus fortgesetzt.

## Geschichte
Diese Strecke gehörte bereits 1853 zu den frühen Trassenplanungen der Compagnie du chemin de fer Grand-Central de France, bei der ein möglichst direkter Weg zwischen dem im südlichen Zentralfrankreich gelegenen Limoges mit dem südlich der Pyrenäen gelegenen Saragossa gesucht wurde. Denkt man diese Verbindung nach Norden und Süden verlängert, wäre damit eine fast ideale Linie zwischen den Metropolen der beiden Länder entstanden.

1857 bereits erstelltes und projektiertes Streckennetz in dieser Region

Das Gesuch für den Bau und Betrieb dieser Strecke von der Bahngesellschaft Compagnie des chemins de fer du Midi wurde am 1. August 1857 durch das Ministerium für öffentliche Arbeiten erteilt. Obwohl das Unternehmen in den Genuss günstiger Konditionen wie staatliche Zins- und Abschreibungsgarantien kam, konnte es den Betrieb nach acht Jahren, also am 16. November 1865, dennoch nur einspurig eröffnen. Zuerst wurde der Abschnitt Bon-Encontre–Auch fertiggestellt; es folgten am 31. Mai 1869 Auch–Mirande und am 2. Dezember des gleichen Jahres Mirande–Vic-en-Bigorre. Der topografisch anspruchsvollere Streckenteil südwestlich von Auch wurde im letzten Jahr der Fertigstellung vom Staat durch die Bereitstellung von Geldern für die Bezahlung von Arbeitskräften gefördert. Schlechte Ernten 1869 führten zu einer hohen Arbeitslosigkeit unter der Landbevölkerung, die damit etwas gemildert werden konnte. Eine planmäßige Fertigstellung wurde auch deshalb schwierig, da es in diesen Jahren lange Winter gab, die Erdarbeiten verunmöglichten und es außerdem immer wieder Auseinandersetzungen mit den Grundstücksbesitzern gab.
Größtes Einzelbauwerk entlang der Strecke ist die Querung der Garonne mit einer 367 Meter langen Steinbogen-Brücke, deren Bau Kosten von 1,5 Mio. Franc veranschlagte. Zweitgrößtes Bauwerk war das Viaduc de Laas im südlichen Abschnitt.

## Strecke
Obwohl zweigleisig konzipiert, wurde diese Strecke immer nur auf einem Gleis befahren, weil die Kapazität eine Erweiterung nicht erforderlich machte. Die N 21 verläuft parallel zur Eisenbahnstrecke.

### Agen–Auch
Auch wenn Agen nicht Bestandteil dieser Strecke im engeren Sinne ist, so wurden doch alle Züge ab beziehungsweise bis dort geführt. Sechs Kilometer später führt kurz nach Bon-Encontre die Bahnstrecke Bordeaux–Sète gerade aus weiter entlang der Garonne in Richtung Toulouse und Sète, während die Strecke nach Vic-en-Bigorre rechts abbiegt und sich nach Süden wendet. Nach eineinhalb Kilometern wird mit dem Viaduc de Laas die Garonne überspannt. Es besteht aus vierzehn 24,5 m breiten Bögen, von denen acht im Flussbett stehen. Die Strecke folgt ab Layrac zunächst dem Gers, den sie mehrfach kreuzt.

### Auch–Vic-en-Bigorre

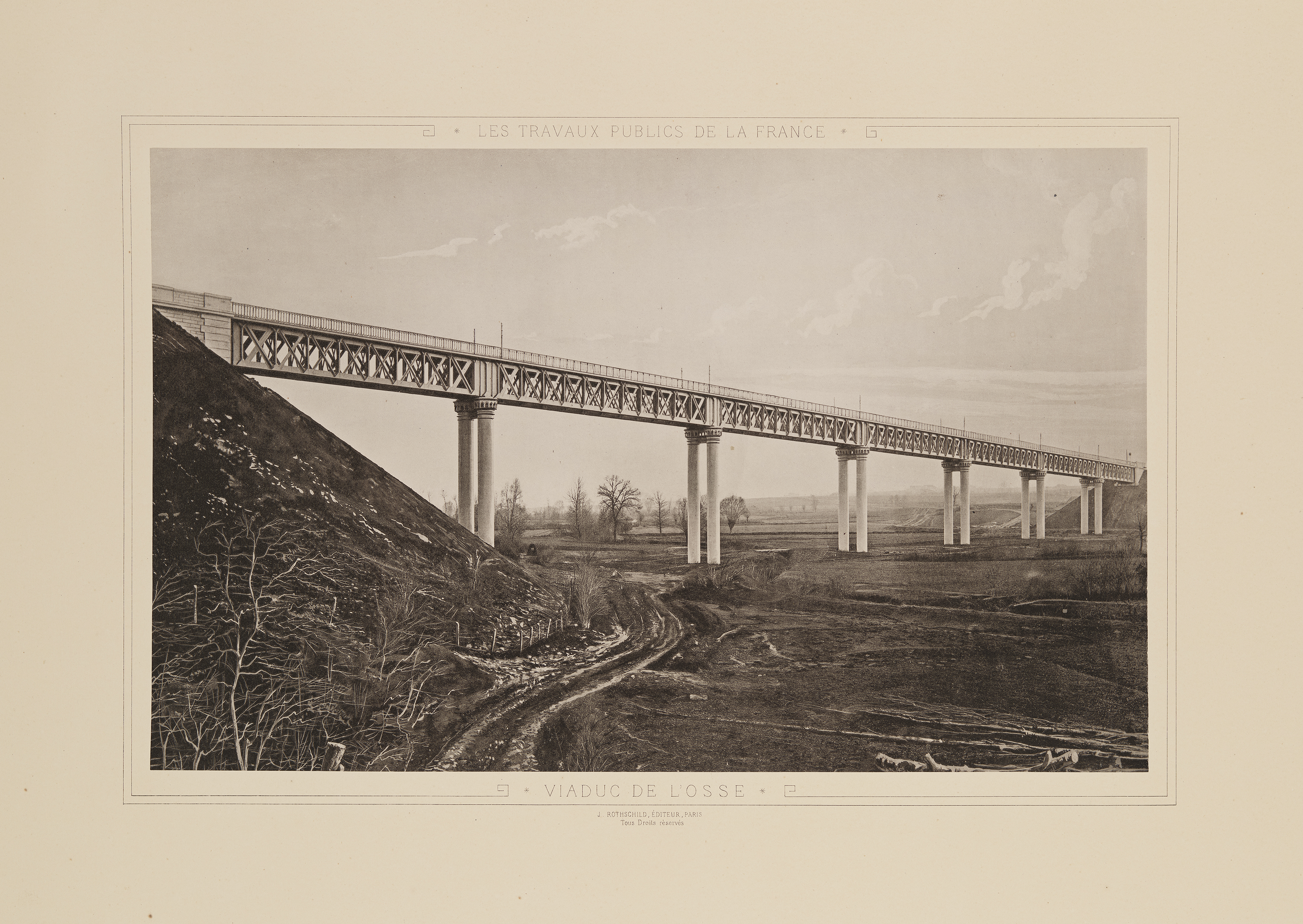
Viaduc de l’Osse, 1883. Entwurf Gustave Eiffel.

Während der Fluss Gers südlich von Auch weiterhin südlich liegt, wendet sich die Strecke jetzt mehr in südwestliche Richtung und kreuzt mehrere, von den Pyrenäen kommende Gebirgsbäche, die in ausgeprägten Tälern liegen und der Strecke ein Profil mit wiederholten Steigungen und Gefälleteilen gibt. Nach Schließung dieses südlichen Streckenteils ab Auch 1959 wurden alle Brücken neun Jahre späterdemontiert, das einer möglichen, späteren Wiedereröffnung den Todesstoß verlieh. Besonders zu bedauern ist dabei die Entfernung des von Gustave Eiffel entworfenen Viaduc de Laas über die Osse.
Diese Brücke wurde von fünf Doppelsäulen getragen, die jeweils 38,4 m voneinander entfernt waren und für die Beton zum Einsatz kam. Die Brückenköpfe wurden klassisch in Mauerwerk ausgeführt. An den oberen Ende waren beide Betonsäulen mit aufgesetzten Kartuschen aus Gusseisen verbunden und geschlossen sowie mit Rollenbrückenlagern versehen, um das Gewicht der darüberliegenden Kastenkonstruktion möglichst gleichmäßig zu verteilen.
In Vic-en-Bigorre erreichte die Strecke die Bahnstrecke Morcenx–Bagnères-de-Bigorre von Morcenx über Mont-de-Marsan. Diese Verbindung war von Bordeaux aus in ihrem Verlauf 42 km kürzer.

## Verkehr
Die höchste Verkehrsdichte entwickelte sich auf der Strecke in der Mitte der 1930er Jahre, bevor sie 1938 an die SNCF überging. Der südwestliche Abschnitt wurde mit Einführung des Sommerfahrplans 1959 geschlossen und entwidmet. Im August 1968 wurden vollendete Tatsachen geschaffen, weil die Brücken gesprengt und entfernt wurden. Heute ist eine Wiederaufnahme von Eisenbahnverkehr undenkbar, da auch Teile der Strecke – insbesondere im Stadtgebiet von Auch – überbaut sind.
Entlang des nördlichen Abschnitts befinden sich eine Reihe von Getreidesilos, die von Massengutwagen angefahren wurden. Bis zu 60 derartige Fahrten fanden über das Jahr statt. Seit Sommer 2015 werden diese Lieferungen auf der Straße abgewickelt. Es gibt aber Bestrebungen zur Wiederbelebung des Güterverkehrs.